# Бриних Михайло Сергійович
Михайло Сергійович Бриних (* 21 листопада 1974, Київ) — український журналіст, письменник, есеїст, теле- та радіопровідник, редактор.
Освіта: Інститут журналістики КНУ імені Тараса Шевченка, факультет журналістики.
Автор кількох поетичних і прозової антологій сучасної української літератури.
Автор романів «Реальна ніжність вирваного серця» («Кур'єр Кривбасу», 2001), «Електронний пластилін» (К.: Факт, 2007), трилогія «Шахмати для дибілів» (К.: Факт, 2008), «Хліб із хрящами» (К.: Ярославів Вал, 2012), «Шидеври світової літератури. Хрестоматія доктора Падлючча. Том перший.» (Лаурус, 2013) та численних публікацій у літературній періодиці.
Лауреат премій за найкращі публікації року журналів «Україна» (1994, 1995) та «Кур'єр Кривбасу» (2001), премії видавництва «Смолоскип» (1996), премії «Культурний провідник року» (2007), премії «Коронація слова 2008» та «Книга року Бі-Бі-Сі — 2008»
Був шахістом-розрядником, техніком в одному НДІ, баяністом-атональщиком
Працював редактором відділу культури і мистецтва журналу «Україна», редактором відділу культури газети «Україна молода», редактором відділу культури «Газеты по-киевски», заступником головного редактора журналу «Книжник-Review», оглядачем газет «Коммерсантъ-Украина», «День», інтернет-видання «Телекритика».
У різні часи був постійним автором, зокрема, таких видань: «Нота», «Олигарх», «Airport», «Столичные новости», «Грани +», «ШО», «Post-Поступ», «Сейчас», «Сучасність».
Авторські колонки публікував у газетах «День», «Україна молода», «Без цензури», «Газета по-українськи», «24», на сайтах www.pro.ua [Архівовано 1 квітня 2022 у Wayback Machine.] та www.telekritika.ua [Архівовано 9 лютого 2010 у Wayback Machine.].
Загалом опублікував в українській вітчизняній та закордонній пресі понад 500 статей та есеїв культурницької тематики.
Тривалий час працював на телебаченні, зокрема, як редактор програми «КІН» (Міжнародний медіа-центр «Інтерньюз» — СТБ), редактор програми «Життя видатних дітей» (СТБ), автор культурницьких рубрик у ранковій програмі «Чайник» (СТБ), журналіст програми «Доброї ночі, Україно» (телекомпанія «Ера», УТ-1), редактор програми «Не всі вдома» (1+1), ведучий інтелектуального ток-шоу «Остання барикада» (1+1), сценарист програми «Земля в ілюмінаторі» (телеканал К1).
Автор, режисер і сценарист документальних фільмів «Підземний подзвін» (Медіа-дім «Рава», 2006) та «Сало для українців» («Перспектива-ТБ», 2006). Сценарист фільму «Іловайськ 2014. Батальйон Донбас» (2019).
Участь в інших проектах і співпраця: режисер трьох акцій «Книжка року», медіа-консультант Олега Скрипки («Воплі Відоплясова»), ведучий фестивалю «Рок-Екзистенція», ведучий багатьох літературних презентацій, автор програми «Критика культури» (радіо «Ера FM»), ведучий у документальній стрічці, присвяченій приїзду Папи Івана Павла II в Україну та прем'єрі опери «Мойсей» (ТРК «Золоті ворота»), артдиректор «Форуму видавців» у Києві (2008).

### Романи
- «Реальна ніжність вирваного серця» («Кур'єр Кривбасу», 2001)
- «Електронний пластилін» (К.: Факт, 2007)
- «Шахмати для дибілів» (К.: Факт, 2008)
- «Хліб із хрящами» (К.: Ярославів Вал, 2012)
- Хрустальна свиноферма (Грані-Т, 2012)
- «Шидеври світової літератури. Хрестоматія доктора Падлючча. Том перший» (Лаурус, 2013)
- «Шидеври вкраїнської літератури. Хрестоматія доктора Падлючча. Том 1» (Лаурус, 2013)
- «Шидеври світової літератури. Хрестоматія доктора Падлючча. Том другий» (Лаурус, 2014)